# Spodoptera picta
Spodoptera picta is een vlinder uit de familie van de uilen (Noctuidae). De wetenschappelijke naam van de soort is voor het eerst geldig gepubliceerd in 1830 door Guérin-Meneville.